# Магмудабад (Деліджан)
Магмудабад (перс. محموداباد) — село в Ірані, у дегестані Гастіджан, у Центральному бахші, шахрестані Деліджан остану Марказі. За даними перепису 2006 року, його населення становило 0 осіб, що проживали у складі 0 сімей.

## Клімат
Середня річна температура становить 12,89 °C, середня максимальна – 31,07 °C, а середня мінімальна – -8,60 °C. Середня річна кількість опадів – 168 мм.
| Клімат поселення                              | Клімат поселення | Клімат поселення | Клімат поселення | Клімат поселення | Клімат поселення | Клімат поселення | Клімат поселення | Клімат поселення | Клімат поселення | Клімат поселення | Клімат поселення | Клімат поселення | Клімат поселення |
| Показник                                      | Січ.             | Лют.             | Бер.             | Квіт.            | Трав.            | Черв.            | Лип.             | Серп.            | Вер.             | Жовт.            | Лист.            | Груд.            |                  |
| Середній максимум, °C                         | 8,96             | 10,59            | 15,37            | 21,10            | 25,45            | 29,58            | 31,07            | 30,48            | 27,08            | 20,88            | 14,73            | 8,91             |                  |
| Середня температура, °C                       | 0,18             | 1,79             | 6,58             | 12,30            | 16,67            | 20,80            | 24,94            | 24,35            | 20,95            | 14,74            | 8,60             | 2,78             |                  |
| Середній мінімум, °C                          | −8,6             | −6,99            | −2,2             | 3,51             | 7,88             | 12,02            | 18,79            | 18,22            | 14,80            | 8,59             | 2,46             | −3,36            |                  |
| Норма опадів, мм                              | 28               | 27               | 33               | 22               | 15               | 2                | 2                | 1                | 0                | 6                | 13               | 19               |                  |
| Середньомісячна швидкість вітру, м/с          | 1.26             | 1.88             | 2.58             | 2.72             | 2.52             | 2.38             | 2.29             | 2.13             | 2.00             | 1.95             | 1.40             | 1.22             |                  |
| Середньомісячна сонячна радіація, кДж/м²·день | 9931             | 13077            | 15711            | 18990            | 22733            | 26617            | 25898            | 24501            | 21474            | 16166            | 11742            | 9612             |                  |
| --------------------------------------------- | ---------------- | ---------------- | ---------------- | ---------------- | ---------------- | ---------------- | ---------------- | ---------------- | ---------------- | ---------------- | ---------------- | ---------------- | ---------------- |
| Джерело:                                      |                  |                  |                  |                  |                  |                  |                  |                  |                  |                  |                  |                  |                  |